# Antoni Wilczkiewicz
Antoni Rudolf Wilczkiewicz (ur. 23 marca 1858 w Żabnie, zm. 3 listopada 1928 w Bochni) – polski duchowny rzymskokatolicki, w latach 1901-1907 poseł do VIII kadencji Sejmu Krajowego Galicji.

## Życiorys
Był synem nauczyciela Wawrzyńca i Zofii z domu Uramowicz. Uczęszczał do gimnazjum w Tarnowie, a następnie studiował teologię. 22 lipca 1882 przyjął święcenia kapłańskie z rąk biskupa Józefa Alojzego Pukalskiego. Od 28 lipca 1882 pracował jako wikary w Myślenicach. 14 sierpnia 1886 został katechetą i dyrektorem szkoły Benedyktynek w Staniątkach. 9 października 1886 objął probostwo w Podolu. Od 25 listopada 1891 pełnił urząd dziekana dekanatu czchowskiego. W 1896 został przeniesiony na probostwo w Oleśnie. Rozbudował kościół, wybudował plebanię i ochronkę, do której sprowadził siostry służebniczki ze Starej Wsi oraz wybudował szkołę. W 1901 roku został wybrany posłem Sejmu Krajowego Galicji VIII kadencji reprezentując IV kurię Okręg Dąbrowa.
Jako poseł na sejm we wsiach Olesno i Dąbrówki Breńskie zorganizował czytelnie, do których zapraszał znanych prelegentów. Starał się o szerzenie oświaty, kultury wsi i o jej rozwój pod względem ekonomicznym. W 1897 został wicedziekanem (odznaczony EC), a w 1902 dziekanem dekanatu dąbrowskiego. Jako dziekan badał sprawę ks. Kahla, proboszcza w Gręboszowie, do której nawiązał Stanisław Wyspiański w Klątwie. Był zaangażowany w działalność ruchu ludowego związany z czasopismem „Związek Chłopski". W Iatach 1897-1900 był członkiem Rady Nadzorczej Komitetu Budowy Szkoły Gospodyń Wiejskich w Podegrodziu. W latach 1900–1906 był redaktorem „Kuriera Dąbrowskiego" i członkiem Klubu Katolicko-Ludowego. W 1908 został szambelanem papieskim. 1 lipca 1911 objął probostwo w Bochni oraz urząd dziekański tamtejszego dekanatu. W 1912 odmalował kościół bocheński i odnowił ołtarze, w 1913 położył w kościele kamienną posadzkę, remontował zakrystię, w 1914 uporządkował plac przykościelny. Otaczał opieką związki i stowarzyszenia religijne, m.in. Konferencję Św. Wincentego a Paulo, Katolicki Związek Polek, Stowarzyszenie św. Zyty, Towarzystwo Czytelń Katolickich, Sodalicję Mariańską, a także cechy rzemieślnicze. W 1924 został protonotariuszem apostolskim.

## Publikacje
- O pokucie i Komunii św. W siedmiu kazaniach wielkopostnych, wyd. 1892
- Niektóre powody bezżeństwa w duchowieństwie rzymskokatolickim, wyd. 1895.